# الدوري الموريتاني الممتاز 2018-19
الدوري الموريتاني الممتاز 2018-19 هو موسم من الدوري الموريتاني الممتاز. أشرف على تنظيمه اتحاد موريتانيا لكرة القدم، وكان عدد الأندية المشاركة فيه 14، وفاز فيه نادي نواذيبو.